# Krásná Hora nad Vltavou
Krásná Hora nad Vltavou – miasto w Czechach, w kraju środkowoczeskim, w powiecie Przybram.
Według danych z 1 stycznia 2024, liczba mieszkańców miasta wynosi 1116 osób (1370. miejsce w kraju wśród miejscowości; 576. miejsce wśród miast).

## Demografia
| Rok             | 2008 | 2016 | 2024 |
| --------------- | ---- | ---- | ---- |
| Liczba ludności | 1042 | 1085 | 1116 |